# Октябрське (Сєверний район)
Октя́брське (рос. Октябрьское) — село у складі Сєверного району Оренбурзької області, Росія.

## Населення
Населення — 280 осіб (2010; 308 у 2002).
Національний склад (станом на 2002 рік):
- росіяни — 71 %